# Д’Анжу, Эммануэль
Жозеф-Эмиль-Станислас-Эммануэль д’Анжу (фр. Joseph Émile Stanislas Émmanuel D'Anjou; 31 марта 1884 года, Сен-Фабьен, Квебек, Канада — 19 ноября 1966 года) — канадский либеральный политик из Квебека, член Палаты общин Канады (1917—1924, 1940—1945).

## Биография
Родился 31 марта 1884 года в квебекском городе Сен-Фабьен. Учился в семинарии в Римуски, затем окончил Университет Лаваля. По окончании университета работал страховым агентом, также был секретарём и президентом Ассоциации молодых либералов Квебека.
На федеральных выборах 1917 года избран в Палату общин Канады от округа Римуски как кандидат от либералов Лорье. В 1921 году был переизбран уже как кандидат Либеральной партии Канады. 4 октября 1924 года подал в отставку, чтобы освободить место для другого либерала — Эжена Фисе.
В 1940 году Эжен Фисе был назначен лейтенантом-губернатором Квебека, после чего ушёл из парламента. Воспользовавшись этим, д’Анжу вновь выставил свою кандидатуру в округе Римуски и одержал победу. 22 июня 1944 года он покинул Либеральную партию, так как был против предложенной либеральным правительством Макензи Кинга всеобщей воинской обязанности, и присоединился к Канадскому народному блоку, который выступал призыва (см. Кризис воинского призыва 1944 года). В 1945 году покинул Народный блок и присоединился к группе независимых депутатов — противников призыва во главе с Фредериком Дорионом.
На федеральных выборах 1945 года баллотировался в округе Римуски в качестве независимого кандидата, но проиграл либералу Глисону Белзилу. Четыре года спустя вновь выставил свою кандидатуру против Белзила, и вновь потерпел поражение.
Умер 19 ноября 1966 года.